# Тимофіївка (селище, Богодухівський район)
Тимофіївка — селище в Україні, у Золочівській селищній громаді Богодухівського району Харківської області. Населення становить 235 осіб.

## Географія
Селище Тимофіївка знаходиться за 2,5 км від річки Грайворонка (лівий берег), за 2 км розташоване село Клинова-Новосілка. Поруч протікає Тимофіївський струмок з великим озером (Цукровий ставок).
Біля села проходить автомобільна дорога Т 2103. До села примикає невеликий лісовий масив - урочище Густе.

## Історія
12 червня 2020 року, розпорядженням Кабінету Міністрів України № 725-р «Про визначення адміністративних центрів та затвердження територій територіальних громад Харківської області», увійшло до складу Золочівської селищної громади.
19 липня 2020 року, в результаті адміністративно-територіальної реформи та ліквідації Золочівського району, село увійшло до складу Богодухівського району.
19 січня 2023 року російські окупанти завдали близько 20 артилерійських ударів по населеному пункті. 